# Gomphillaceae
Gomphillaceae Walt. Watson – rodzina grzybów z rzędu Ostropales.

## Systematyka
Pozycja w klasyfikacji według Index FungorumGomphillaceae, Ostropales, Ostropomycetidae, Lecanoromycetes, Pezizomycotina, Ascomycota, Fungi.
RodzajeWedług aktualizowanej klasyfikacji Index Fungorum bazującej na Dictionary of the Fungi do rodziny tej należą liczne rodzaje. Wśród występujących w Polsce są to m.in.:
- Corticifraga D. Hawksw. & R. Sant. 1990 – korticifraga
- Gyalidea Lettau ex Vězda 1966 – czernik

Nazwy polskie według W. Fałtynowicza.